# Ataenius arrowi
Ataenius arrowi är en skalbaggsart som beskrevs av Hinton 1936. Ataenius arrowi ingår i släktet Ataenius och familjen Aphodiidae. Inga underarter finns listade.